# 四街道市立四街道小学校
四街道市立四街道小学校（よつかいどうしりつ よつかいどうしょうがっこう）は千葉県四街道市四街道にある小学校である。略称は、「四小（よつしょう）」である。

## 沿革
- 1890年 - 千代田村小学校簡易科として創立する
- 1893年 - 千代田村立六方尋常小学校と改称
- 1900年 - 四街道1522に移転し、千代田村立四街道尋常小学校と改称
- 1906年 - 千代田村立四街道尋常高等小学校と改称
- 1940年 - 町制施行にともなって千代田町立四街道尋常高等小学校と改称
- 1941年 - 国民学校令施行にともなって町立四街道国民学校と改称
- 1955年 - 千代田町と旭村が合併し、四街道町が成立。四街道町立四街道小学校と改称
- 1981年 - 四街道市への市制施行にともなって四街道市立四街道小学校と改称

## 著名な出身者
- 市原悦子（女優）
- 木村真那月 (子役・女優)

## 周辺の施設
- スリーエフ四街道小学校前店
- 四街道さつき幼稚園
- 四街道市立四街道西中学校
- 日本基督教短期大学
- 愛国学園大学